# Pannonictis
Il pannonitto (gen. Pannonictis) è un mammifero carnivoro estinto, appartenente ai mustelidi. Visse tra il Miocene superiore e il Pleistocene (6 – 1,5 milioni di anni fa). I suoi resti fossili sono stati ritrovati in Europa e in Asia.

## Descrizione
Questo animale possedeva uno scheletro piuttosto simile a quello dell'attuale grigione (gen. Galictis). Come la forma odierna, Pannonictis era un carnivoro dalle forme agili, ma più robuste rispetto a quelle degli altri mustelidi. Il cranio era piuttosto compatto, munito di denti forti adatti a una dieta tipicamente onnivora.
Il muso era corto e robusto, mentre la regione postorbitale era relativamente larga; Erano presenti creste temporali e sagittali, ben pronunciate ma non eccezionalmente sviluppate. La scatola cranica era allargata, così come il palato. La bulla timpanica (ovvero una flangia ossea che protegge le ossa dell'orecchio medio) era allungata e possedeva un margine anteriore molto pronunciato. Era inoltre presente una fossa preorbitale, così come grandi forami infraorbitali arrotondati. La mandibola era corta, molto massiccia e con un corto processo angolare. Il margine ventrale era debolmente ricurvo, mentre la fossa masseterica era profonda e terminava dietro all'alveolo del secondo molare inferiore. Il processo coronoide era relativamente piccolo. La dentatura superiore era caratterizzata (almeno nella specie Pannonictis nestii) dalla presenza di un primo premolare molto piccolo e a radice singola, mentre quella inferiore era dotata di premolari privi di cuspidi accessorie. Il primo molare inferiore era grande e dotato di un metaconide massiccio, mentre il secondo molare era arrotondato.

## Classificazione
Il genere Pannonictis è stato descritto per la prima volta da Kormos nel 1931, sulla base di resti fossili rinvenuti in fessure carsiche in Ungheria. Altri resti, successivamente, sono stati ritrovati in varie zone dell'Europa (in Spagna, ma anche in Italia) in strati del Pliocene e del Pleistocene. Altri resti rinvenuti in Cina risalgono alla fine del Miocene.
I resti studiati da Kormos vennero attribuiti inizialmente a una sola specie, Pannonictis pliocaenica; successivamente (1933) lo stesso Kormos attribuì gli esemplari più piccoli a una specie distinta, nota come P. pilgrimi. Nel 1967, uno studio di Ficcarelli e Torre riconobbe una specie di mustelide proveniente dal Valdarno e descritta da Martelli nel 1906 come Proputorius nestii come una nuova specie di Pannonictis (P. nestii); questa specie è stata in seguito scoperta in numerosi depositi italiani. Resti più antichi attribuibili al genere Pannonictis sono noti anche in Cina, nel Miocene terminale (Pilgrim, 1933). Successivamente, in Asia il genere prosperò con la specie plio/pleistocenica P. pachygnatha (Teilhard de Chardin & Piveteau, 1930), diffusa in Cina e in Mongolia.
La posizione sistematica di Pannonictis è incerta. Molti autori indicano una stretta parentela (o addirittura un'identità) con Enhydrictis, un altro mustelide del Cenozoico superiore descritto per la prima volta da Forsyth Major nel 1901 sulla base di resti provenienti dal Pleistocene della Sardegna. Un'altra forma forse simile a questi due animali era Trigonictis del Pleistocene inferiore del Nordamerica, probabilmente migrato dall'Asia e originatosi da una forma affine a Trochictis del Miocene. Tutte queste forme sembrerebbero essere molto simili agli attuali grigioni (gen. Galictis) nella sottofamiglia Galictinae.